# Jean-Pierre Cabestan
Jean-Pierre Cabestan (* 4. August 1955) ist ein französischer Politikwissenschaftler und Sinologe sowie Hochschullehrer. Er war Direktor des Centre national de la recherche scientifique. und ist korrespondierendes Mitglied der Académie des Sciences d’Outre-Mer.

## Leben
Cabestan erwarb 1984 das Licence in japanischer Sprache und Zivilisation an der Universität Paris VII und ebenda 1979 das Diplome d'etudes approfondies in chinesischer Sprache und Zivilisation. Er wurde 1982 Politikwissenschaften und 1988 in Rechtswissenschaften promoviert, beides ander Universität Paris I. Er war von 2007 bis 2020 Professor an der Hong Kong Baptist University Department of Government and International Studies.
Er ist Associate Researcher am Pariser Asia Centre und am Centre for Research on Contemporary China in Hong Kong.

## Schwerpunkte
Cabestans Spezialgebiete sind Recht und öffentliche Institutionen in China in der Gegenwart, mit dem Schwerpunkt Taiwan.

## Schriften (Auswahl)
- La politique internationale de la Chine. Entre intégration et volonté de puissance.SciencesP0 2015. ISBN 978-2-7246-1807-5
- Mit Jacques Delisle (Hrsg.): Political Changes in Taiwan Under Ma Ying-jeou. Partisan Conflict, Policy Choices, External Constraints and Security Challenges. Routledge, 2015. ISBN 978-0-415-74534-5
- Mit Jean-Raphaël Chaponnière: Tanzania-China. All-Weather Friendship in the Era of Multipolarity. Saarbrücken, Lambert Academic Publ. 2017.
- Demain la Chine: guerre ou paix Gallimard, Paris 2021. (La Suite des Temps.) ISBN 978-2-07-295161-9